# Smolenja vas
Smolenja vas – wieś w Słowenii, w gminie miejskiej Novo mesto. W 2018 roku liczyła 495 mieszkańców. 